# ناحیه قوتینگ
ناحیه قوتینگ (به لاتین: Quthing District) یک منطقهٔ مسکونی در لسوتو است که در لسوتو واقع شده‌است. ناحیه قوتینگ ۲٬۹۱۶ کیلومتر مربع مساحت و ۱۱۵٬۴۶۹ نفر جمعیت دارد.